# Oulhaça El Gheraba
Oulhaca El Gheraba là một đô thị thuộc tỉnh Aïn Témouchent, Algérie. Dân số thời điểm năm 2002 là 15.031 người.